# Glochinema chilense
Glochinema chilense is een rondwormensoort uit de familie van de Epsilonematidae. De wetenschappelijke naam van de soort is voor het eerst geldig gepubliceerd in 1974 door Lorenzen.